# スウィート・ホーム (テレビドラマ)
『スウィート・ホーム』（Sweet Home）は、1994年1月9日から3月27日まで毎週日曜日21:00 - 21:54に、TBS系列の「東芝日曜劇場」枠で放送された日本のテレビドラマ。主演は山口智子と布施博。

## ストーリー
東京のとある街に暮らす3家族（井上家、吉永家、桜井家）の子供達の小学校受験をめぐるコメディドラマ。
北海道から東京に転勤してきた井上家の長男・翼（益田圭太）は都内の私立幼稚園に入園するが、周りは名門小学校を目指す子供ばかり。
母親・若葉（山口智子）は最初驚いていたものの、やがてカリスマ教師・小沢頼子（野際陽子）が講師を務める学習塾に翼を通わせ始め、次第に受験戦争にはまっていく。
結婚生活の初心を忘れ、翼の受験に狂った若葉は夫・実（布施博）と翼のしりをたたく悪妻になり…。

## 概要
お受験をめぐるドラマはこの後いくつか作られたものの（『熱中家族』、『ママの遺伝子』）、本作はそれらとは一線を画す名作と評される。
井上家を軸としつつ、吉永家や桜井家の人間模様も同じように丁寧に描いていたこと、井上夫婦のやりとりのセリフの軽妙さ、脇役俳優陣の個性溢れる演技などが今もなお評価される要因とされている。
前年に『ダブル・キッチン』をヒットさせた山口と野際の再共演かつ同作の脚本を手掛けた西荻が再び脚本を担当したこともあり、放送前からの前評判も高かったが、徐々に人気を集めていき、最終回は26.9%の高視聴率を記録した（連続ドラマ化されて間もなかった東芝日曜劇場枠は『カミさんの悪口』と本作によって軌道に乗り、同枠としては平成初期の傑作となった）。
このドラマの放送により、小学校受験を表す俗語「お受験」が広まったとされている（従前には有名小学校の受験関係者および経験者の間においても一般的な呼称ではなかった）。
2006年にはTBS(関東ローカル)、2007年には静岡放送と東北放送でも再放送された。

## キャスト

### 井上家
井上 若葉（旧姓・宮坂）
演 - 山口智子
実の妻。「子供はのびのび育てたい」という考えの明るく元気な普通の主婦だったが、次第にお受験にハマる。
母親を早くに亡くしたこともあり、ファザコンである。
井上 実
演 - 布施博
紙おむつメーカーの営業マン。明るく元気な性格で「子供はのびのびと育てたい」という考えの持ち主。
大学入学や就職も「体育会系枠」で来たこともあり、「お受験」には否定的で若葉と対立してしまう。
井上 翼
演 - 益田圭太
明るく天真爛漫な男の子。
たまたま入った幼児教室では授業についていけず、祖母を「タキババ」と呼んでいることを周りの園児らから「間違っている」と言われてしまい、頼子先生に促されて見学していた実と若葉に「お父様、お母様、ごめんなさい」と慣れない言葉で謝罪させられるハメになった（若葉がお受験にハマるきっかけ）。
勉強は苦手だが、実が体育会系なこともあってか、運動は得意である。
井上 タキ
演 - 野村昭子
実の母。何かにつけて北海道から出てくる。典型的な田舎のお婆ちゃんで、大雑把な面があり、声が大きい。よく武雄と対立している。
翼からは「タキババ」と呼ばれて懐かれている。

### 吉永家
吉永 英世
演 - 段田安則
実の上司で同期の友人。社内では実と同期だが、東京大学出身のエリートで出世競争では遥かに上を行っている。
家庭内では早苗に頭が上がらず、夕食後や家に居づらい時（早苗がイライラしている時など）、進・学と共に競歩をしながらお受験の練習をする。
吉永 早苗
演 - 深浦加奈子
英世の妻。教育ママ。長男・進のお受験失敗を姑に責められたことがあり、学のお受験に執念を燃やす。一方、学ばかりに構っている現状から進の反感を買っている。
吉永 進
演 - 大沼勇（現・南イサム）
学の兄。小学生。お受験に失敗し、公立小に通っている。自身がお受験に失敗したこと&親（特に早苗）が学にばかり構っていることから劣等感と家庭に居場所がないと感じて心を閉ざし気味になっており、両親に反発している。
学との兄弟仲は良く、また英世との日課の競歩には必ず参加していた。
吉永 学
演 - 類家大地
幼児教室でも常に成績優秀で周囲から期待されている。早苗が自分（学）にばかり構って兄が心を閉ざし気味になっていることを幼いながらも気にしている。
翼とは反対に、勉強は出来るが運動は苦手。

### 桜井家
桜井 聖（きよし）
演 - 金田明夫
かがりの夫。有名私立出身のお金持ち。妻子を愛しているが娘のお受験に関してはかがり任せである。
愛人がいたが、かがりにお受験終了後の離婚を突きつけられたために改心する。
桜井 かがり
演 - 高樹沙耶
きよしの妻。常に全身エルメスなどの高級ブランドの服装で固めていることから幼稚園内では「エルメス」と呼ばれている。派手な身なりから幼稚園内では浮いていたこともあり、若葉とすぐに意気投合する。派手な外見だが、地方から引っ越して来たばかりでお受験をよく知らなかった若葉に対しても分け隔てなく接するなど基本的に明るく気さくな性格の女性。
桜井 さやか
演 - 松蔭晴香
『クレヨンしんちゃん』の野原しんのすけの物真似をするのが好きな女の子。両親を「きよし・かがり」と名前で呼んでしまう。聖の浮気を知っており、気を引くためにわざと叱られることばかりする。
母親同士が仲が良いこともあり、よく翼と遊んでいた。

### 宮坂家
宮坂 菜穂
演 - 瀬戸朝香
若葉の妹。高校生。甥の翼と仲が良く、若葉不在時にはよく翼の子守に来ている。
宮坂 武雄
演 - 橋爪功
若葉・菜穂の父。二人の娘を溺愛しており、孫・翼のお受験にも率先して協力する。

### その他
小沢 頼子
演 - 野際陽子
翼・学・さやか達が通う幼児教室の先生。園児の保護者達を容赦なく叱りつけるなど厳しい面があるが、子供思いで教育熱心（序盤は大雑把な若葉を頼子が叱りつける展開が恒例となっていた）。
玉ねぎヘア（黒柳徹子のような髪型）と袴姿がトレードマーク。
原 槙子
演 - とよた真帆
若葉の親友。独身。恋人がいたが失恋してしまい、実に相談していた所、周囲から誤解を招き、とある騒動の原因を作る。
物語終盤では大和田と恋仲になっていた。
大和田克雄
演 - 田口浩正
実の同僚（後輩）。眼鏡をかけた恰幅の良い体型で、大学時代は柔道部に所属。槙子のお見合い相手として井上家の食事会に呼ばれるが、そこで鍋奉行としての本性を現し、一同を唖然とさせた。
「鍋奉行」という事をのぞけば決して悪い人ではない事もあり、物語終盤では槙子と恋仲になっている。
栗田健一
演 - 田中義剛
慎子のお見合い相手。
- 沢田雪子 - 森山祐子
- 大内部長 - 小宮健吾
- 水谷秋絵 - 夏川加奈子
- 鈴木広司 - 増田由紀夫
- 斉藤美智子 - 野村ちこ
- 岡本冬樹 - 羽場裕一

かがりの元交際相手。

## スタッフ
- 脚本 - 西荻弓絵
- 演出 - 生野慈朗（第1、2、6 - 8話）北川雅一（第3、4、10、11話）福澤克雄（第5、9、最終話）
- 主題歌 - 小泉今日子「My Sweet Home」
- 演出補 - 近藤誠、村山知久、金子文紀、福澤克雄
- 協力 - 日音、緑山スタジオ・シティ、フレーベル館、毎日新聞社、さくら総合リース、ドレクセルヘリティジジャパン、高橋レーシング、JRA、ヌーベルバーク
- 資料協力 - 矢崎葉子 『うちの子は受かります』
- プロデュース - 貴島誠一郎
- プロデュース補 - 磯山晶
- 製作著作 - TBS

## 放送日程
| 話数                                                       | 放送日        | サブタイトル           | 演出     | 視聴率 |
| ---------------------------------------------------------- | ------------- | ---------------------- | -------- | ------ |
| Vol.1                                                      | 1994年1月09日 | お受験バトル開始!      | 生野慈朗 | 18.2%  |
| Vol.2                                                      | 1994年1月16日 | 女房 受験にハマる      | 生野慈朗 | 22.2%  |
| Vol.3                                                      | 1994年1月23日 | ダンナさんの悪口       | 北川雅一 | 20.9%  |
| Vol.4                                                      | 1994年1月30日 | 発情するXマス          | 北川雅一 | 18.2%  |
| Vol.5                                                      | 1994年2月06日 | お受験崩壊家族         | 福澤克雄 | 21.9%  |
| Vol.6                                                      | 1994年2月13日 | 5歳の落ちこぼれ        | 生野慈朗 | 17.7%  |
| Vol.7                                                      | 1994年2月20日 | 必見! 裏口入学法       | 生野慈朗 | 19.4%  |
| Vol.8                                                      | 1994年2月27日 | パパ 離婚しないで      | 生野慈朗 | 20.4%  |
| Vol.9                                                      | 1994年3月06日 | 受験夫婦の偏差値       | 福澤克雄 | 17.9%  |
| Vol.10                                                     | 1994年3月13日 | 合格の秘訣3ヵ条        | 北川雅一 | 21.5%  |
| Vol.11                                                     | 1994年3月20日 | 絶体絶命! 傷だらけの翼 | 北川雅一 | 20.1%  |
| 最終回                                                     | 1994年3月27日 | 翼の合格発表           | 福澤克雄 | 26.9%  |
| 平均視聴率 20.4%（視聴率は関東地区・ビデオリサーチ社調べ） |               |                        |          |        |

## DVD
- スウィート・ホーム DVD（全6枚組 2007年4月25日発売）